# Freak (película)
Freak (conocida también como John Leguizamo's Freak) es una película estadounidense de 1998 dirigida por Spike Lee, producida por Denis Biggs y protagonizada por John Leguizamo.

## Sinopsis
Se trata de una representación en directo del espectáculo de stand up comedy del actor y comediante de origen colombiano John Leguizamo en Broadway en 1998 del mismo nombre. El espectáculo de Leguizamo era semiautobiográfico, ya que hablaba de muchos aspectos de su vida. En la obra también habla de miembros de su familia, como sus padres, sus abuelos, su tío y su hermano menor.

## Estreno y recepción
Fue estrenada por la cadena HBO y se convirtió en un éxito comercial y de crítica, otorgándole a Leguizamo y a los miembros del equipo de producción varios premios y nominaciones. El rodaje del filme hizo que Lee eligiera a Leguizamo para el papel principal de su siguiente película al año siguiente, Summer of Sam. El actor continuó su carrera en la comedia con el espectáculo de Broadway Sexaholix... A Love Story de 2001.